# Gil (futebolista)
Carlos Gilberto Nascimento Silva (Campos dos Goytacazes, 12 de junho de 1987), mais conhecido como Gil, é um futebolista brasileiro que atua como zagueiro. Atualmente joga no Santos.

## Carreira

### Início
Natural de Campos dos Goytacazes, Gil teve uma infância difícil e começou a sua carreira nas categorias de base do Rio Branco, da sua cidade natal.

### Americano
Aos 17 anos, Gil chegou no Americano para jogar como volante. Mas o treinador Paulo Marcos acabou o colocando de zagueiro, de onde ele não saiu mais. Pelo clube alvinegro, Gil se profissionalizou.

### Jaguaré
Na temporada de 2007, foi emprestado pelo Americano ao Jaguaré. Com a camisa do Tricolor do Norte, Gil conquistou a Copa Espírito Santo daquele ano. Na época, ele atuava com a camisa 3 e era conhecido pelo nome de Gilberto Balói.

### Retorno ao Americano
Depois da passagem vitoriosa pelo futebol capixaba, Gil voltou ao Americano para a disputa do Campeonato Carioca de 2008, onde se destacou. Na época, os dirigentes do Alvinegro de Campos tentaram alguns contatos no Vasco da Gama para viabilizar a transferência, mas acabou não acontecendo. Então os mesmos dirigentes conseguiram o empréstimo dele para o Atlético Goianiense.

### Atlético Goianiense
Confirmado pelo Atlético Goianiense em julho de 2008, como reforço para o restante da temporada, ele assinou contrato até o final do mesmo ano. Em pouco tempo se tornou titular no clube goiano e se destacou no título da Série C do Campeonato do Brasileiro, chamando a atenção de clubes da Série B e da Série A.
Para a temporada de 2009, o zagueiro foi adquirido em definitivo pelo Dragão. O ex-agente FIFA Júlio Fortes e o então vice-presidente atleticano Maurício Sampaio compraram 100% dos direitos econômicos de Gil por um valor não divulgado. O ex-dirigente rubro-negro passou a sua porcentagem (50%) para o clube, para que o Atlético pudesse ganhar algo com uma futura venda. Pelo Campeonato Goiano daquele ano, ele foi escolhido o melhor zagueiro da competição. Suas boas atuações voltaram a despertar interesse de grandes equipes do futebol brasileiro.

### Aparecida
Após ser o melhor atleta do Atlético Goianiense por duas temporadas seguidas, Gil foi comprado por um grupo de empresários (o valor girou em torno de 250 mil euros), registrado na Aparecida e emprestado ao Cruzeiro.

### Cruzeiro
Foi anunciado oficialmente pelo Cruzeiro em 1 de agosto de 2009. Participou do vice-campeonato Brasileiro em 2010. Aos poucos conquistou seu espaço e se tornou um dos melhores jogadores do país. Logo, despertou interesse de clubes europeus.

### Valenciennes
No dia 20 de agosto de 2011, o Valenciennes, da França, pagou 3 milhões de euros para ter Gil, que assinou com os Les Athéniens até 30 de julho de 2014. Gil chegou no clube francês indicado pelo ex-jogador Cláudio Caçapa e com a dura missão de substituir Milan Biševac.
Ele fez sua estreia na Ligue 1 no dia 10 setembro de 2011, contra o Ajaccio.

### Corinthians

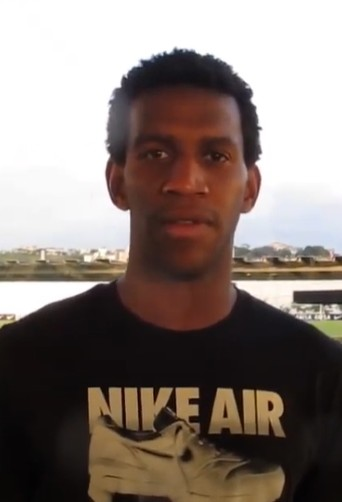
Gil em 2013

No início de janeiro de 2013, Gil foi contratado pelo Corinthians por €3,5 milhões (R$ 9,4 milhões). Foi para o CT Joaquim Grava, onde passou por mais testes e assinou vínculo por quatro anos.
Estreou com a camisa do Timão em 23 de janeiro de 2013, em uma derrota por 1-0 contra a Ponte Preta, pelo Campeonato Paulista 2013. O jogador teve um início arrasador no Corinthians. Superou suas expectativas, assumiu a titularidade na equipe do Corinthians e se firmou fazendo o simples. Em 19 de maio de 2013, foi campeão do Campeonato Paulista 2013. Em 17 de julho de 2013, foi campeão da Recopa Sul-Americana 2013. Em 4 de setembro de 2013, chegou a marca de 50 jogos com a camisa do Corinthians.
Seu primeiro gol com a camisa do Corinthians foi no dia 26 de fevereiro de 2014, contra o Comercial, pelo Campeonato Paulista. Em 23 de julho de 2014, chegou a marca de 100 jogos com a camisa do Corinthians.
No dia 31 de maio de 2015, chegou a marca de 150 jogos com a camisa do Corinthians. Em 20 de novembro de 2015, foi campeão do Campeonato Brasileiro 2015 com três rodadas de antecedência.

### Shandong Taishan
No dia 20 de janeiro de 2016, Gil assinou contrato por quatro temporadas com o Shandong Taishan, pelo preço de 10 milhões de euros. O zagueiro recebia um salário de 400 mil euros.
Em 5 de junho de 2019, rescindiu seu contrato com o clube chinês.

### Retorno ao Corinthians

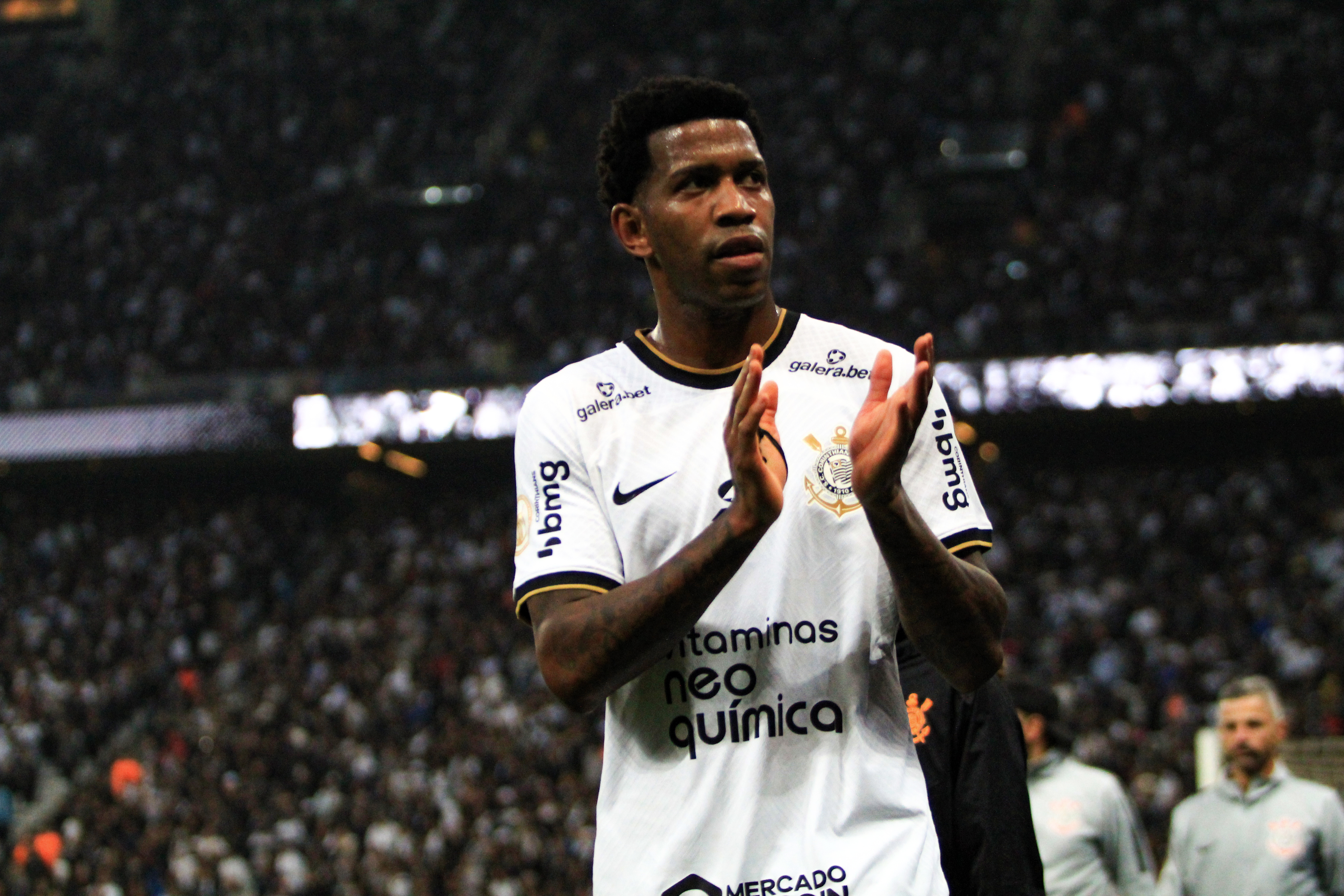
Gil em partida pelo Corinthians em 2022.

Depois de muita espera, no dia 3 de julho de 2019 o Corinthians anunciou o retorno do zagueiro ao clube. O contrato de Gil com o Timão teve validade de seis meses, com a opção de renovação por mais três temporadas. No dia 19 de setembro de 2019, chegou a marca de 200 jogos com a camisa do Corinthians.
Em 09 de janeiro de 2020, após os 6 meses, renovou seu contrato até o final de 2022. Em 3 de outubro de 2020, chegou a marca de 250 jogos com a camisa do Corinthians.
No dia 16 de junho de 2021, chegou a marca de 100 jogos na Neo Química Arena. Em 20 de junho de 2021, chegou a marca de 300 jogos com a camisa do Corinthians.
No dia 26 de janeiro de 2022, assinou a renovação por mais uma temporada, até o final de 2023. Em 08 de maio de 2022, chegou a marca de 350 jogos com a camisa do Corinthians.
Em 29 de abril de 2023, chegou a marca de 400 jogos com a camisa do Corinthians. Em 8 de dezembro, foi comunicado que não teria seu contrato renovado com o Corinthians. Em 31 de dezembro, se despediu do Corinthians.

### Santos
Em 27 de dezembro de 2023, Gil foi anunciado pelo Santos com contrato de um ano, com opção de renovação por mais 12 meses. Fez sua estreia em 21 de janeiro de 2024, na vitória do Santos sobre o Botafogo por 1 a 0, jogo válido pelo Paulistão.
Em 2024, Gil manteve a boa forma física e os números sólidos neste ano pesaram na decisão. Afinal, Gil disputou 47 dos 54 jogos do Santos, todos como titular, e teve mais de 4.200 minutos em campo durante a temporada. Em dezembro de 2024, Gil renovou o seu contrato com o Santos até o final da temporada de 2025.

## Seleção Brasileira
Sua primeira convocação para a Seleção Brasileira veio no dia 19 de agosto de 2014, quando o técnico Dunga o convocou para os amistosos contra a Colômbia e Equador.

## Estatísticas

### Clubes
Abaixo estão listados todos os jogos, gols e assistências do futebolista por clubes.
| Clube               | Temporada | Campeonato nacional | Campeonato nacional | Campeonato nacional | Copa nacional[a] | Copa nacional[a] | Copa nacional[a] | Competições continentais[b] | Competições continentais[b] | Competições continentais[b] | Outros torneios[c] | Outros torneios[c] | Outros torneios[c] | Total | Total | Total   |
| Clube               | Temporada | Jogos               | Gols                | Assist.             | Jogos            | Gols             | Assist.          | Jogos                       | Gols                        | Assist.                     | Jogos              | Gols               | Assist.            | Jogos | Gols  | Assist. |
| ------------------- | --------- | ------------------- | ------------------- | ------------------- | ---------------- | ---------------- | ---------------- | --------------------------- | --------------------------- | --------------------------- | ------------------ | ------------------ | ------------------ | ----- | ----- | ------- |
| Americano           | 2004      | —                   | —                   | —                   | —                | —                | —                | —                           | —                           | —                           | 11                 | 0                  | 0                  | 11    | 0     | 0       |
| Americano           | 2005      | 6                   | 0                   | 0                   | 2                | 0                | 0                | —                           | —                           | —                           | 12                 | 1                  | 0                  | 20    | 1     | 0       |
| Americano           | 2006      | 12                  | 1                   | 0                   | 2                | 0                | 0                | —                           | —                           | —                           | 9                  | 1                  | 0                  | 23    | 1     | 0       |
| Americano           | 2007      | —                   | —                   | —                   | —                | —                | —                | —                           | —                           | —                           | 26                 | 1                  | 0                  | 26    | 1     | 0       |
| Americano           | 2008      | —                   | —                   | —                   | —                | —                | —                | —                           | —                           | —                           | 19                 | 2                  | 0                  | 19    | 2     | 0       |
| Americano           | Total     | 18                  | 1                   | 0                   | 4                | 0                | 0                | —                           | —                           | —                           | 77                 | 5                  | 0                  | 99    | 5     | 0       |
| Atlético Goianiense | 2008      | 31                  | 1                   | 0                   | —                | —                | —                | —                           | —                           | —                           | —                  | —                  | —                  | 31    | 1     | 0       |
| Atlético Goianiense | 2009      | 12                  | 1                   | 0                   | —                | —                | —                | —                           | —                           | —                           | —                  | —                  | —                  | 12    | 1     | 0       |
| Atlético Goianiense | Total     | 43                  | 1                   | 0                   | —                | —                | —                | —                           | —                           | —                           | —                  | —                  | —                  | 43    | 2     | 0       |
| Cruzeiro            | 2009      | 19                  | 0                   | 0                   | —                | —                | —                | 0                           | 0                           | 0                           | 1                  | 0                  | 0                  | 20    | 0     | 0       |
| Cruzeiro            | 2010      | 24                  | 1                   | 0                   | —                | —                | —                | 10                          | 0                           | 0                           | 11                 | 1                  | 0                  | 45    | 2     | 0       |
| Cruzeiro            | 2011      | 15                  | 0                   | 1                   | —                | —                | —                | 8                           | 0                           | 0                           | 14                 | 2                  | 0                  | 37    | 2     | 1       |
| Cruzeiro            | Total     | 58                  | 1                   | 1                   | —                | —                | —                | 18                          | 0                           | 0                           | 26                 | 3                  | 0                  | 102   | 4     | 1       |
| Valenciennes        | 2011–12   | 25                  | 1                   | 0                   | 3                | 0                | 0                | —                           | —                           | —                           | —                  | —                  | —                  | 28    | 1     | 0       |
| Valenciennes        | 2012–13   | 15                  | 1                   | 0                   | 0                | 0                | 0                | —                           | —                           | —                           | —                  | —                  | —                  | 15    | 1     | 0       |
| Valenciennes        | Total     | 40                  | 2                   | 0                   | 3                | 0                | 0                | —                           | —                           | —                           | —                  | —                  | —                  | 43    | 2     | 0       |
| Corinthians         | 2013      | 36                  | 0                   | 1                   | 4                | 0                | 0                | 10                          | 0                           | 0                           | 22                 | 0                  | 0                  | 72    | 0     | 1       |
| Corinthians         | 2014      | 34                  | 5                   | 0                   | 6                | 0                | 0                | —                           | —                           | —                           | 16                 | 0                  | 0                  | 56    | 5     | 0       |
| Corinthians         | 2015      | 34                  | 2                   | 1                   | 2                | 0                | 0                | 10                          | 0                           | 0                           | 11                 | 0                  | 0                  | 57    | 2     | 1       |
| Corinthians         | 2016      | —                   | —                   | —                   | —                | —                | —                | —                           | —                           | —                           | 1                  | 0                  | 0                  | 1     | 0     | 0       |
| Corinthians         | 2019      | 29                  | 1                   | 0                   | —                | —                | —                | 6                           | 0                           | 0                           | —                  | —                  | —                  | 35    | 1     | 0       |
| Corinthians         | 2020      | 36                  | 2                   | 2                   | 2                | 0                | 0                | 2                           | 0                           | 0                           | 15                 | 2                  | 0                  | 55    | 4     | 2       |
| Corinthians         | 2021      | 37                  | 0                   | 0                   | 4                | 0                | 0                | 5                           | 1                           | 0                           | 10                 | 0                  | 1                  | 56    | 1     | 1       |
| Corinthians         | 2022      | 25                  | 0                   | 1                   | 8                | 1                | 0                | 6                           | 0                           | 0                           | 12                 | 1                  | 0                  | 51    | 2     | 1       |
| Corinthians         | 2023      | 32                  | 2                   | 2                   | 8                | 0                | 1                | 11                          | 1                           | 0                           | 10                 | 1                  | 2                  | 61    | 4     | 5       |
| Corinthians         | Total     | 263                 | 11                  | 7                   | 34               | 1                | 1                | 50                          | 2                           | 0                           | 97                 | 5                  | 3                  | 444   | 19    | 11      |
| Shandong Luneng     | 2016      | 27                  | 0                   | 0                   | 2                | 0                | 0                | 10                          | 0                           | 0                           | —                  | —                  | —                  | 39    | 0     | 0       |
| Shandong Luneng     | 2017      | 29                  | 3                   | 0                   | 3                | 0                | 0                | —                           | —                           | —                           | —                  | —                  | —                  | 32    | 3     | 0       |
| Shandong Luneng     | 2018      | 30                  | 3                   | 0                   | 7                | 3                | 0                | —                           | —                           | —                           | —                  | —                  | —                  | 37    | 6     | 0       |
| Shandong Luneng     | 2019      | 15                  | 2                   | 0                   | 2                | 0                | 2                | 9                           | 0                           | 2                           | —                  | —                  | —                  | 26    | 2     | 4       |
| Shandong Luneng     | Total     | 101                 | 8                   | 0                   | 14               | 3                | 2                | 19                          | 0                           | 2                           | —                  | —                  | —                  | 134   | 11    | 4       |
| Total               | Total     | 523                 | 24                  | 7                   | 55               | 4                | 3                | 87                          | 2                           | 2                           | 200                | 13                 | 3                  | 865   | 43    | 15      |

- a. ^ Jogos da Copa do Brasil, Copa da França e Copa da Liga Francesa
- b. ^ Jogos da Copa Libertadores e Copa Sul-Americana
- c. ^ Jogos do Campeonato Carioca, Copa Rio, Campeonato Mineiro, Campeonato Paulista e Recopa Sul-Americana

### Seleção Brasileira

#### Seleção Principal
Abaixo estão listados todos os jogos, gols e assistências do futebolista pela Seleção Brasileira.
| Ano               | Eliminatórias da Copa do Mundo | Eliminatórias da Copa do Mundo | Eliminatórias da Copa do Mundo | Copa América | Copa América | Copa América | Amistosos | Amistosos | Amistosos | Total | Total | Total   |
| Ano               | Jogos                          | Gols                           | Assist.                        | Jogos        | Gols         | Assist.      | Jogos     | Gols      | Assist.   | Jogos | Gols  | Assist. |
| ----------------- | ------------------------------ | ------------------------------ | ------------------------------ | ------------ | ------------ | ------------ | --------- | --------- | --------- | ----- | ----- | ------- |
| 2014              | —                              | —                              | —                              | —            | —            | —            | 3         | 0         | 0         | 3     | 0     | 0       |
| 2015              | 2                              | 0                              | 0                              | —            | —            | —            | —         | —         | —         | 2     | 0     | 0       |
| 2016              | 1                              | 0                              | 0                              | 3            | 0            | 1            | 1         | 0         | 0         | 5     | 0     | 1       |
| 2017              | —                              | —                              | —                              | —            | —            | —            | 1         | 0         | 0         | 1     | 0     | 0       |
| Total na carreira | 3                              | 0                              | 0                              | 3            | 0            | 1            | 5         | 0         | 0         | 11    | 0     | 1       |

## Títulos
Jaguaré
- Copa Espírito Santo: 2007

Atlético Goianiense
- Campeonato Brasileiro - Série C: 2008

Cruzeiro
- Campeonato Mineiro: 2011

Corinthians
- Campeonato Paulista: 2013
- Recopa Sul-Americana: 2013
- Campeonato Brasileiro: 2015

Santos
- Campeonato Brasileiro - Série B: 2024

Seleção Brasileira
- Superclássico das Américas: 2014

### Prêmios individuais
- Melhor Zagueiro do Campeonato Goiano: 2009
- Seleção do Campeonato Paulista: 2013, 2015[38] e 2020
- Seleção do Campeonato Brasileiro (Jornal Lance!): 2014 e 2015[39]
- Bola de Prata: 2014 e 2015
- Prêmio Craque do Brasileirão: Melhor Zagueiro: 2014, 2015